# Jenrry Johel Velásquez Hernández
Jenrry Johel Velásquez Hernández (* 23. Juli 1977 in San Antonio la Cuesta, San Jerónimo, Departamento Comayagua) ist ein honduranischer römisch-katholischer Geistlicher und Bischof von La Ceiba.

## Leben
Jenrry Johel Velásquez Hernández studierte Philosophie und Theologie am Priesterseminar Cristo Sumo Sacerdote. Am 7. Dezember 2002 empfing er das Sakrament der Priesterweihe für das Bistum Comayagua.
Nach der Priesterweihe war er zunächst Kaplan in Siguatepeque und Studienpräfekt am Priesterseminar des Bistums Comayagua. 2005 war er für das Propädeutikum verantwortlich. Nach weiteren Studien an der Päpstlichen Universität Heiliger Thomas von Aquin in Rom erwarb er in den folgenden Jahren das Lizenziat in biblischer Theologie. Von 2010 bis 2021 war er als Ausbilder am Priesterseminar Cristo Sumo Sacerdote und lehrte als Professor biblische Theologie. Er gehörte ab 2020 dem Priesterrat des Bistums an und war von 2021 bis 2024 Pfarrer in Lamaní. 2025 wurde er Regens des Priesterseminars Cristo Sumo Sacerdote und Mitglied des Konsultorenkollegiums des Bistums Comayagua.
Papst Leo XIV. ernannte ihn am 12. Juni 2025 zum Bischof von La Ceiba. Der Bischof von Comayagua, Ángel Falzón OFM, spendete ihm am 26. Juli desselben Jahres im städtischen Stadion von La Ceiba die Bischofsweihe. Mitkonsekratoren waren der Apostolische Nuntius in Honduras, Erzbischof Simón Bolívar Sánchez Carrión, und sein Amtsvorgänger Michael Lenihan OFM, Erzbischof von San Pedro Sula.